# 6102 Visby
För andra betydelser, se Visby (olika betydelser).
6102 Visby är en asteroid i huvudbältet som upptäcktes den 21 mars 1993 i samband med projektet UESAC. Den fick den preliminära beteckningen 1993 FQ25 och  namngavs senare efter Visby på Gotland.
Visbys senaste periheliepassage skedde den 21 juli 2019.[Uppdatering behövs] Asteroidens rotationstid har beräknats till 3,28 timmar.